# БС-4 (планёр)
БC-4 (буксировочный серийный) — буксировочный учебный планёр О. К. Антонова, сконструированный в 1934 году.

## Описание
К весне 1934 завод представил планер БC-4, обладающий более высокими качествами, который должен был заменить собой одновременно два типа планеров, совместив в себе качества парителя ПС-2 и пилотажного планера Г-9. Все модификации планеров БС выпускались большими сериями, общим числом порядка 700 штук.
По оценкам опытных планеристов, отличался хорошей устойчивостью и управляемостью на фигурах высшего пилотажа, что было важно для начинающих пилотов в условиях отсутствия специального двухместного планера для обучения.

## История
БС-4 принял участие в XI ВПС (11-м Всесоюзном слёте планеристов 1935 года) и экспедиции на Урал, совершив ряд перелётов на буксире за самолётом П-5 и ряд успешных парящих и фигурных полётов.

## Технические характеристики
Усовершенствованная модель БС-4 имела аэродинамическое качество К = 16.